# (199838) Hafili
(199838) Hafili est un astéroïde de la ceinture principale.

## Description
(199838) Hafili est un astéroïde de la ceinture principale. Il fut découvert le 11 mars 2007 à Vicques (Jura) par Michel Ory. Il présente une orbite caractérisée par un demi-grand axe de 2,74 UA, une excentricité de 0,17 et une inclinaison de 8,3° par rapport à l'écliptique.